# Agrostis tenacissima
Agrostis tenacissima é uma espécie de gramínea do gênero Agrostis, pertencente à família Poaceae.